# Leefbaar Amsterdam
Leefbaar Amsterdam is een politieke partij, actief in de gemeente Amsterdam. In 2002 kreeg de partij onder aanvoering van Henk Bakker sr. twee zetels in de Amsterdamse gemeenteraad.
De partij staat ook wel bekend onder de naam LA92, refererend aan het jaar van oprichting, 1992. Algemeen wordt aangenomen dat de partij in 2002 meeliftte op het succes van de naam 'leefbaar', bekend van Leefbaar Nederland dat even Pim Fortuyn als lijsttrekker had. Bij de verkiezingen van 1994 en 1998 haalde de partij namelijk geen zetels in de centrale gemeenteraad, wel in stadsdeel Oud-West. De zetel in Oud-West, ingenomen door Bakker, ging in 2002 verloren. Bakker kwam tegelijkertijd echter samen met zijn zoon Henk Bakker jr. in de gemeenteraad.
In 2005 kwam de partij in opspraak vanwege ongeldige declaraties, die onder andere te maken hadden met de aankoop van het pand in de Jan Hanzenstraat vanuit waar de partij opereert.
Bij de gemeenteraadsverkiezingen van 7 maart 2006 verloor Leefbaar Amsterdam beide zetels in de gemeenteraad. De partij deed in 2010 en 2014 mee met de gemeenteraadsverkiezingen, maar behaalde bij beide verkiezingen niet genoeg stemmen om in de gemeenteraad te komen. Er volgde nog een lange nasleep, doordat de gemeente Amsterdam Euro 250.000 terugvorderde aan niet verantwoorde uitgaven. De penningmeester van de partij, Ger van der V., werd wegens oplichting in 2016 veroordeeld tot een jaar gevangenisstraf. Bakker jr. raakte door dit alles wel zijn meubelzaak kwijt, en moest bij een baas gaan werken. Hij overleed in 2022 op 52-jarige leeftijd.